# Kolunska rijeka
La Kolunska rijeka ou Kolunska reka est une rivière de Bosnie-Herzégovine. Elle est un affluent gauche de la Drina, donc un sous-affluent du Danube, par la Save. Elle fait partie du bassin versant de la mer Noire.
La Bjelava se jette dans la Drina à la hauteur du village d'Ustikolina.